# Sfiligoj
Sfiligoj je priimek več znanih Slovencev:
- Alenka Sfiligoj, arhitektka
- Anton Sfiligoj (1887—1971), politik
- Avgust Sfiligoj (1902—1985), odvetnik in politik
- Bianca Sfiligoj, avstralska znanstvenica in polarna raziskovalka
- Elio "Spirta" Sfiligoj (*1919), borec ELAS v Grčiji, ladjedelniški projektant, gospodarstvenik
- Majda Sfiligoj Smole (*1952), tekstilna tehnologinja, univ. profesorica
- Marino Sfiligoj (*1922), operni pevec
- Nada Sfiligoj, r. Pernat (1932—2016), politična ekonomistka, univ. profesorica
- Rado (Konrad) Sfiligoj (1890—1969), zdravnik stomatolog, zdravstveni organizator, strokovni pisec
- Vojko Sfiligoj, glasbenik, oblikovalec zvoka